# Wardy Alfaro
Wardy Alfaro Pizarro (Montecillos, 31 dicembre 1977) è un ex calciatore costaricano, di ruolo portiere.